# 網擎資訊軟體
網擎資訊軟體股份有限公司（英語：Openfind Information Technology, Inc.）位於台灣，提供商用電子郵件軟體、多系統整合、雲端服務的軟體開發商。

## 歷史
網擎的前身為蓋世（GAIS）搜尋引擎，是由網擎創辦人暨首席顧問吳昇在中正大學資訊系帶領學生一起研發的成果，後續從經營入口網站轉進企業市場，提供商業軟體相關服務為主，包含搜尋引擎
、反垃圾郵件技術、資訊安全與雲端服務。初始營運位置在的辛亥路公寓時，後續進駐到古亭捷運站與羅斯福路南昌路口的住辦混合大樓，於2011年遷至重慶北路與民權西路交叉口的陽明海運重慶大樓；2022年再遷往北投北士科園區內。2017年併購和沛科技旗下ArkEase Pro（AEP）雲端儲存服務技術與人才。

## 外部連結
- 官方网站